# Mes parrains sont magiques
Mes parrains sont magiques, ou Tes désirs sont désordres au Québec, (version originale : The Fairly OddParents) est une série télévisée d'animation américaine créée par Butch Hartman, produite par Frederator Studios, et diffusée entre le 30 mars 2001 et le 26 juillet 2017 sur la chaîne Nickelodeon.
La série est initialement diffusée aux États-Unis sur la chaine de télévision Nickelodeon le 4 septembre 1998 comme partie de la série Oh Yeah Cartoons!, puis depuis le 30 mars 2001. En France, la série est diffusée sur Télétoon entre 2003 et 2011, sur France 3 entre 2002 et 2007 dans les émissions T O 3, France Truc et Toowam, sur Nickelodeon depuis le 25 octobre 2006, sur Disney Cinémagic depuis le 17 février 2008 et rediffusée sur NickToons le 15 juillet 2025. En Belgique, elle est diffusée sur RTL Club, et au Québec à partir de 2004 sur VRAK.TV, puis à la rentrée 2014 sur Télétoon Rétro. Une troisième série, Mes parrains sont magiques : Un nouveau souhait, est animée en images de synthèse est diffusée aux États-Unis depuis le 20 mai 2024.

## Synopsis
Timmy Turner est un garçon de dix ans qui habite avec ses parents dans la ville imaginaire de Dimmsdale (États-Unis). Il mène une vie de misère due au fait que ses parents sont rarement à la maison et qu'il est gardé par une baby-sitter sadique et cruelle de 16 ans, Vicky. Tout bascule depuis que ses « parrains magiques » apparaissent : Cosmo, son épouse Wanda, leur bébé Poof (dès la sixième saison), et leur chien Sparky (durant la neuvième saison). Timmy apprend que ceux-ci pourraient exaucer n'importe lequel de ses vœux durant une limite déterminée. Cependant, Timmy étant de nature immature pour son âge, il souhaite un bon nombre de vœux qui tournent parfois bien vite au désastre, et lui, ainsi que ses parrains magiques, doivent trouver un moyen de contrer ses vœux. Dans la dixième saison, Timmy partage ses parrains magiques avec Chloé Carmichael, une fille de dix ans.
De nombreux antagonistes en veulent significativement à Timmy et ses parrains. L'un des premiers d'entre eux, son professeur Denzel Q. Crocker, est persuadé de l'existence de fées, et tente alors de prouver au monde qu'elles existent. Jorgen Von Strangle, une énorme fée, commandant en chef du Monde des Fées aux allures d'athlète dopé, souvent comparé à Dolph Lundgren et Arnold Schwarzenegger, déteste personnellement Timmy et ses fées, bien qu'il leur demande souvent de l'aide ; dans la version originale, Jorgen possède un petit accent bavarois, contrairement au doublage des versions françaises. À l'école, il est souvent maltraité par Francis, un garçon imposant se clamant être le plus fort de l'école. Au fil des saisons, de nombreux autres antagonistes font leur apparition, l'un d'entre eux, Rémi Pleinauxas (ou Mégaflouze), possédant lui aussi un parrain magique, nommé Juandissimo (prononcé à l'espagnole ; « j » (jota)), ancien petit copain de Wanda. Les Pixies, les Elfes et les Anti-fées sont également des antagonistes.
Timmy est amoureux d'une jeune fille, Katie Tang (Trixie), considérée par ses pairs comme la plus belle et la plus populaire de son école ; il tente à plusieurs reprises de la séduire grâce aux souhaits que lui accordent ses parrains, mais qui échouent tous. L'un des amis de Timmy se nomme Mark Chang, un extra-terrestre qu'il a sauvé lors d'une expédition sur sa planète. Celui-ci déteste les bonnes choses et est amoureux de Vicky. Le super-héros de bande dessinée préféré de Timmy se nomme Mâchoire rouge (Crimson Chin) qui vit à Mâchoire-Ville et combat le mal. Dans certains épisodes, Timmy est le fidèle bras-droit de Mâchoire rouge. Timmy aime aussi un autre super-héros nommé Crash Nebula. Un épisode est d'ailleurs entièrement consacré à celui-ci.

## Production

### Origines (1998–2001)

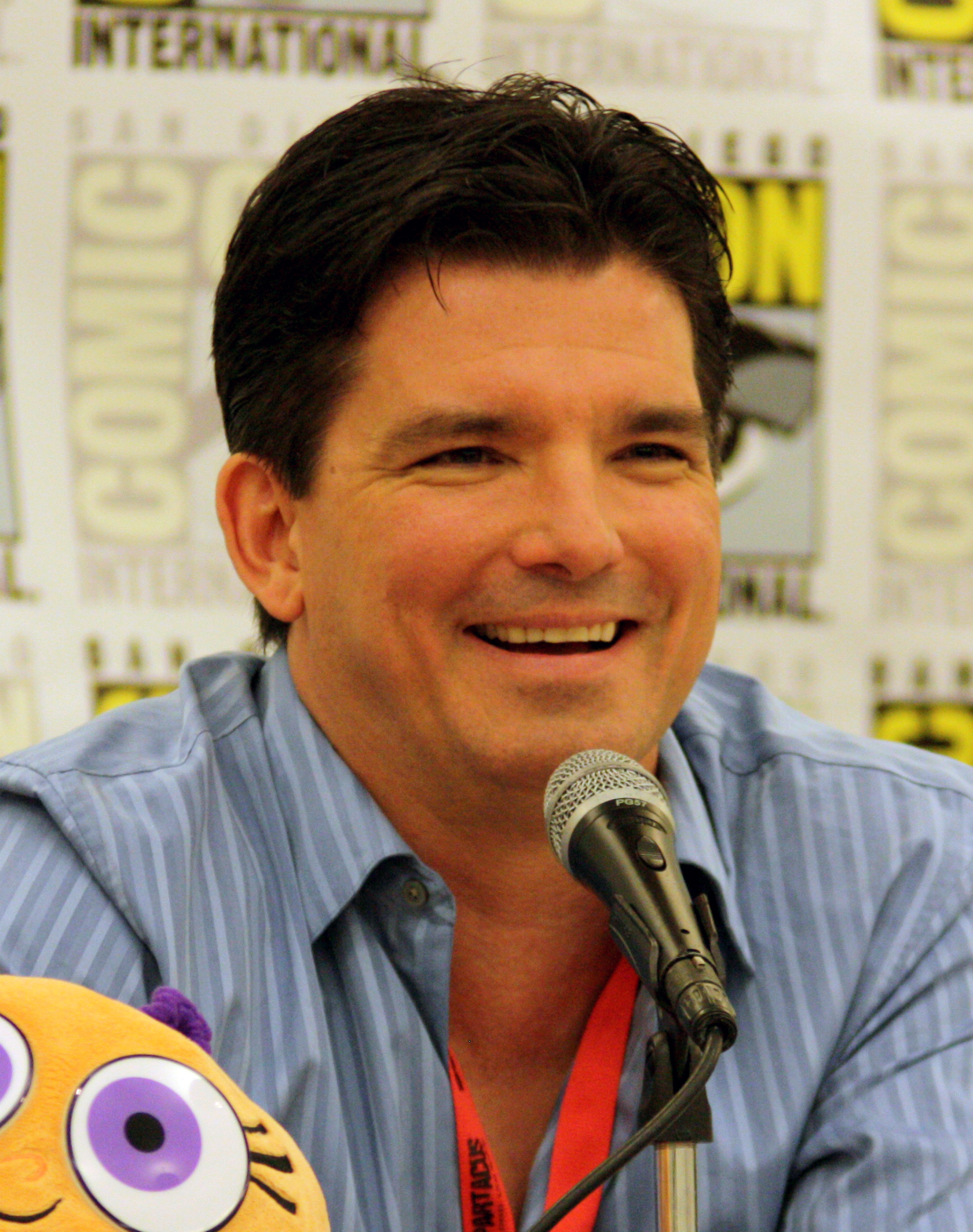
Butch Hartman, créateur de la série.

Le producteur de la série, Butch Hartman, crée Mes parrains sont magiques en tant que court-métrage intitulé Parrains magiques (Fairy Godparents) l'un des 39 série d'animation de l'émission Oh Yeah! Cartoons de Fred Seibert. Butch Hartman produit, par la suite, 39 courts-métrages dans la saison 3. Nickelodeon commande six épisodes et sont diffusés pour la première fois sur la chaîne le 30 mars 2001 une demi-heure avant Zim l'envahisseur. Le 11 avril 2006, la chaîne britannique Nicktoons UK diffuse neuf courts-métrages Oh Yeah! Cartoons en trois épisodes.

### Popularité et fin temporaire (2001–2007)
Dès les premières diffusions, Mes parrains sont magiques devient populaire, écrasant la popularité de la série Zim l'envahisseur. Nickelodeon gagne de l'audience au fur et à mesure des diffusions. La popularité de la série est en partie due à Bob l'éponge. Autre que Bob l'éponge, cette série est classée l'une des meilleures séries à hautes audiences. Entre 2002 à 2003, le public s'agrandit considérablement qu'il arrive à dépasser Bob l'éponge. Avec l'ampleur que prend Mes parrains sont magiques, Butch Hartman décide de créer Danny Fantôme. S'ensuivent ensuite d'autres épisodes spéciaux de la série tels que ceux de Crash Nebula et Mr Crocker ou encore un film exclusif relatant les deux dessins-animés de Mes parrains sont magiques et de Jimmy Neutron. À la fin de 2005, Nickelodeon cesse toute production de la série.
Nickelodeon cesse la production de la série à la fin de 2005, après cinq saisons. Butch Hartman fait l'annonce de cet arrêt sur son forum officiel le 24 janvier 2006. Cependant, il annonce le 2 février 2007, toujours sur son forum officiel, le retour de la série avec une douzaine de nouveaux épisodes. Un film, en collaboration avec Paramount Pictures et Nickelodeon Movies est prévu pour une sortie au cinéma, mais ce projet est finalement annulé à la suite de problèmes chez Paramount. Hartman détaille sur son site souhaiter sa future parution en DVD, mais rien n'est concrètement prévu. Une campagne publicitaire est lancée avec Mes parrains sont magiques pour Best Western entre 2006 et 2007.

### Revirement et arrêt de diffusion (2008–2017)
Un an et demi plus tard, Nickelodeon annonce qu'il relance l'émission cette fois intitulé Mon bébé est magique aussi appelé Étrange bébé fée (Fairly OddBaby) considéré comme faisant partie intégrante de la sixième saison jusqu'en 2011.
En juin 2011 (mars 2012, en France), un téléfilm comédie est diffusé sur Nickelodeon sous le nom de Mes parrains sont magiques, le film : Grandis Timmy. Drake Bell, jouant dans la série Drake et Josh endosse le rôle de Timmy Turner. Le 14 mars 2012, la série est renouvelée pour une neuvième saison et annoncée pour la même année. Un second film d'action, Mes parrains fêtent Noël, est diffusé aux États-Unis en novembre 2012. La neuvième saison est diffusée en 2013 en même temps que les Kids' Choice Awards. La nouvelle saison présente, Sparky, le chien des parrains de Timmy, et est également diffusée en haute définition. Un troisième film, intitulé Mes parrains sont magiques : Aloha ! avec Drake Bell et Daniella Monet reprenant leurs rôles respectifs, est annoncé et diffusé aux États-Unis le 2 août 2014,, et en France en décembre 2014 sur la nouvelle chaîne sœur de Nickelodeon France : Nickelodeon 4Teen. La dixième et dernière saison a été diffusée du 15 janvier 2016 au 26 juillet 2017 sur Nickelodeon puis sur Nicktoons.

## Épisodes
La série est initialement diffusée aux États-Unis sur la chaine de télévision Nickelodeon le 4 septembre 1998 comme partie de la série Oh Yeah Cartoons!, puis depuis le 30 mars 2001. En France, la série est diffusée sur Télétoon entre 2003 et 2011, sur France 3 entre le 24 octobre 2002 et 2007 dans les émissions T O 3, France Truc et Toowam, sur Nickelodeon depuis le 25 octobre 2006, et sur Gulli depuis le 17 février 2014. En Belgique, elle est diffusée sur RTL Club, et au Québec à partir du 30 août 2004 sur VRAK.TV, et à la rentrée 2014 sur Télétoon Rétro,.
Derrière les coulisses de la série, des célébrités doublent et participent à l'émission Mes parrains sont magiques. Les célébrités notables de cette série sont Mâchoire rouge.
divers diffuseurs tels que Telecinco en Espagne, Fox Kids/Jetix en Amérique latine, au Brésil et en Italie, Super RTL, Disney Channel et Toon Disney en Allemagne, Disney Channel en Israël et Disney Channel en Scandinavie

## Distribution
| Voix originales                                                                                 | VFB (saisons 1–5.11)                        | VF (saisons 5.12–10)                                                                | Personnages                                           |
| Personnages principaux                                                                          | Personnages principaux                      | Personnages principaux                                                              | Personnages principaux                                |
| ----------------------------------------------------------------------------------------------- | ------------------------------------------- | ----------------------------------------------------------------------------------- | ----------------------------------------------------- |
| Mary Kay Bergman (1re voix) Alec Baldwin (Timmy adulte ; Channel Chasers) Tara Strong (2e voix) | Marie-Line Landerwijn                       | Lucile Boulanger                                                                    | Timmy Turner                                          |
| Daran Norris                                                                                    | Nessym Guetat                               | Fabrice Josso                                                                       | Cosmo                                                 |
| Susanne Blakeslee                                                                               | Véronique Biefnot                           | Magali Rosenzweig Lucile Boulanger (chant)                                          | Wanda                                                 |
| Tara Strong                                                                                     |                                             | Lucile Boulanger                                                                    | Poof Cosma (saisons 6-10)                             |
| Maddie W. Taylor                                                                                | N/A                                         | Sparky / Anti-Sparky (saison 9)                                                     |                                                       |
| Kari Wahlgren                                                                                   | Fily Keita                                  | Chloe Carmichael (saison 10)                                                        |                                                       |
| Personnages majeurs                                                                             |                                             |                                                                                     |                                                       |
| Daran Norris                                                                                    | Patrick Donnay                              | Emmanuel Curtil Patrice Schreider (chant)                                           | M. Jason Turner - Papa                                |
| Susanne Blakeslee                                                                               | Laurence César                              | Sophie Riffont                                                                      | Mme Brenda Turner - Maman                             |
| Grey DeLisle                                                                                    | Véronique Fyon                              | Marie-Eugénie Maréchal (1re voix) Magali Rosenzweig (2e voix - saison 9)            | Vicky (saisons 1-9)                                   |
| Carlos Alazraqui                                                                                | Robert Guilmard                             | Pierre Tessier                                                                      | M. Crocker                                            |
| Daran Norris                                                                                    | Benoît Grimmiaux                            | Patrick Mancini Pascal Germain                                                      | Georges (Belgique) / Jorgen Van Strangle              |
| Frankie Muniz (1re voix) Jason Marsden (2e voix)                                                | Thierry Janssen                             | Tony Marot                                                                          | Charlie (Belgique) / Chester McBadbat (France)        |
| Ibrahim Haneef Muhammad (1re voix) Gary LeRoi Gray (2e voix)                                    | Stéphane Flamand                            | Tony Marot (voix principale)                                                        | Arthur (Belgique) / A.J. (France)                     |
| Dionne Quan                                                                                     | Carole Baillien                             | Marie-Eugénie Maréchal                                                              | Katie Tang (Belgique) / Trixie Tang (France)          |
| Grey DeLisle                                                                                    | Sophie Landresse                            | Sylvie Jacob Barbara Beretta                                                        | Lucie (Belgique) / Tootie (France)                    |
| Rob Paulsen                                                                                     | Frédéric Meaux                              | Serge Faliu (1re voix - saison 5.13 à saison 9) Nessym Guetat (2e voix - saison 10) | Mark Chang                                            |
| Faith Abrahams                                                                                  |                                             | Axel Kiener (1re voix) Serge Faliu                                                  | Francis                                               |
| Daran Norris                                                                                    | Nessym Guetat                               | Fabrice Josso                                                                       | Anti-Cosmo                                            |
| Susanne Blakeslee                                                                               | Véronique Biefnot                           | Magali Rosenzweig                                                                   | Anti-Wanda                                            |
| Eric Bauza                                                                                      | N/A                                         | Alexis Tomassian                                                                    | Foop (saisons 7-10)                                   |
| Jim Ward                                                                                        | Thierry Janssen                             | Pascal Renwick Georges Caudron                                                      | Doug Dimmadome                                        |
| Adam West Jeff Bennett                                                                          | David Manet                                 | Pierre-François Pistorio                                                            | Catman                                                |
| Kevin Michael Richardson                                                                        |                                             | Sylvain Lemarié (1re voix - saisons 6 à 9) Pascal Germain (2e voix - saison 10)     | Dark Laser                                            |
| Mick Wingert                                                                                    | Gilles Morvan                               | Clark Carmichael                                                                    |                                                       |
| Cheri Oteri                                                                                     | Marie Chevalot                              | Connie Carmichael                                                                   |                                                       |
| Personnages « arc »                                                                             |                                             |                                                                                     |                                                       |
| Chris Kirkpatrick                                                                               | Philippe Allard                             |                                                                                     | Patrick Truel (Belgique) / Chip Skylark (France)      |
| Dee Bradley Baker                                                                               | Aurélien Ringelheim                         | Axel Kiener Gabriel Bismuth-Bienaimé                                                | Remy Megaflouze (Belgique) / Remy Pleinauxas (France) |
| Ben Stein                                                                                       | Arnaud Léonard                              | Pierre-François Pistorio                                                            | Le Chef de Pixies, Inc.                               |
| Norm Macdonald                                                                                  | Arnaud Léonard Olivier Cuvellier            | Pierre-François Pistorio                                                            | Norm le génie                                         |
| Tara Strong                                                                                     |                                             | Marie-Eugénie Maréchal                                                              | Princesse Mandie                                      |
| Rob Paulsen                                                                                     | Patrice Baudrier                            | M. Ed Leadly                                                                        |                                                       |
| Personnages secondaires                                                                         |                                             |                                                                                     |                                                       |
| Carlos Alazraqui                                                                                | Bruno Mullenaerts                           | Georges Caudron Pierre Tessier                                                      | Sheldon Dinkleberg                                    |
| Jim Ward                                                                                        | Franck Dacquin                              | Serge Faliu Nessym Guetat (saison 10)                                               | Chet Prenlatête                                       |
| Carlos Alazraqui                                                                                |                                             | Pierre Tessier                                                                      | Mme Crocker                                           |
| Carlos Alazraqui                                                                                |                                             | Patrice Baudrier                                                                    | Maire de Dimmsdale                                    |
| Carlos Alazraqui                                                                                |                                             | Patrice Baudrier                                                                    | Juandissimo Magnifico                                 |
| Dee Bradley Baker                                                                               |                                             | Tony Marot                                                                          | Sanjay                                                |
| Tom Kenny                                                                                       |                                             | Tony Marot                                                                          | Cupidon                                               |
| Jane Carr                                                                                       | Marie-Line Landerwijn                       | Véronique Augereau                                                                  | Mama Cosma                                            |
| Dee Bradley Baker                                                                               |                                             | Donald Reignoux                                                                     | Elmer                                                 |
| Grey DeLisle                                                                                    |                                             | Fily Keita                                                                          | Véronica                                              |
| Tara Strong, Grey DeLisle                                                                       | Carole Baillien (Tad), Cécile Florin (Chad) |                                                                                     | Tad et Chad                                           |
| Grey DeLisle                                                                                    | Élisabeth Guinand                           | Véronique Augereau Sophie Riffont                                                   | Géraldine Waxelplax                                   |
| Jim Ward                                                                                        |                                             | Pierre-François Pistorio Patrice Baudrier Nessym Guetat                             | M. Bickles                                            |
| Carole Jeghers                                                                                  |                                             | Marie-Eugénie Maréchal                                                              | Narrateur Gladiateur Géant                            |
| Dee Bradley Baker                                                                               |                                             |                                                                                     | The Bronze Kneecap                                    |
| Dee Bradley Baker                                                                               |                                             | Marie-Eugénie Maréchal                                                              | Binky Abdul                                           |
| Grey DeLisle                                                                                    |                                             | Marie-Eugénie Maréchal                                                              | La Fée des dents                                      |
| Grey DeLisle                                                                                    | Mademoiselle Pouvoirs                       | Marie-Eugénie Maréchal                                                              |                                                       |
| Rob Paulsen / Grey Griffin                                                                      |                                             |                                                                                     | Happy Peppy Gary et Betty                             |
| Rob Paulsen                                                                                     |                                             |                                                                                     | Bucky McBadbat                                        |
| Jim Ward Butch Hartman                                                                          |                                             | Jérémy Prévost                                                                      | Dr Rip                                                |
| Jay Leno Daran Norris                                                                           | Alexandre Crépet                            | Pierre-François Pistorio                                                            | Mâchoire Rouge                                        |
| Tara Strong                                                                                     | Claire Tefnin                               | Marie-Eugénie Maréchal                                                              | Britney Britney                                       |
| Rob Paulsen                                                                                     | Lionel Bourguet                             | Sylvain Lemarié                                                                     | Roi Gripullon                                         |
| Laraine Newman                                                                                  |                                             | Véronique Augereau                                                                  | Reine Jipjorrulac                                     |
| Debi Derryberry                                                                                 |                                             | Galilée Herson-Macarel puis Kevin Sommier                                           | Jimmy Neutron                                         |

- Doublage belge (épisodes 1.1 à 5.11) : Studio de doublage : Made in Europe ; adaptation : Brigitte Duquesne, Michel Saugout, Daniel Danglard ; direction artistique : Marie-Line Landerwijn (dialogues), Marie-Ange Teuwen (chansons).
- Doublage français (à partir de l'épisode 5.12) : Studio de doublage : Dôme Productions puis Lylo ; adaptation : Sophie Arthuys, Sylvie Cerf, Olivier Jankovic, Paul Memmi, Rachel Guillaume, Marie-Dominique Bergey, Guerine Regnaut, Laurence Crouzet, Jean-Hugues Courtassol, Amélie Audefroy-Wallet, Michèle Lituac, Diane Chance et Fouzia Ben Youssef ; direction artistique : Véronique Augereau, Philippe Carbonnier puis Valérie de Vulpian (dialogues), Edwige Chandelier (chansons).

## Distinctions
| Année | Récompense             | Catégorie                                                   | Nomination(s) | Résultat   |
| ----- | ---------------------- | ----------------------------------------------------------- | --- | ---------- |
| 2001  | Annie Awards           | Meilleure production d'animation mise en ligne sur Internet | Webisode The Crimson Chin | Nomination |
| 2001  | Annie Awards           | Succès d'un projet d'animation                              | Générique de début | Nomination |
| 2001  | Annie Awards           | Production d'une série d'animation en primetime             | Mes parrains sont magiques | Nomination |
| 2001  | Annie Awards           | Production et réalisation d'une série d'animation           | Butch Hartman (pour l'épisode Chin Up) | Nomination |
| 2001  | Annie Awards           | Production et composition musicale d'une série d'animation  | Guy Moon | Nomination |
| 2001  | Annie Awards           | Voix féminine apportée dans une série d'animation           | Tara Strong (dans le rôle de Timmy Turner) | Nomination |
| 2002  | BMI Film and TV Awards | BMI Cable Award                                             | Butch Hartman, Ron Jones, et Guy Moon | Lauréat    |
| 2002  | Primetime Emmy Awards  | Paroles et musique                                          | Butch Hartman, Steve Marmel, et Guy Moon (pour la chanson I Wish Every Day Could Be Christmas)                                                                                          | Nomination |
| 2003  | Annie Awards           | Production et composition musicale d'une série d'animation  | Guy Moon, Butch Hartman, et Steve Marmel | Nomination |
| 2003  | BMI Film and TV Awards | BMI Cable Award                                             | Butch Hartman, Ron Jones, et Guy Moon | Lauréat    |
| 2003  | Golden Reel Award      | Édition sonore d'une série d'animation                      | Michael Warner, Mary Erstad, Matt Corey, et Michael Petak (pour Action Packed et Smarty Pants)                                                                                          | Nomination |
| 2003  | Primetime Emmy Awards  | Paroles et musique                                          | Guy Moon, Butch Hartman, et Steve Marmel (pour la chanson It's Great to Be a Guy) | Nomination |
| 2003  | Primetime Emmy Awards  | Paroles et musique                                          | Guy Moon, Butch Hartman, et Steve Marmel (pour les épisodes What Girls Love) | Nomination |
| 2004  | Annie Awards           | Production d'une série d'animation                          | Dave Thomas | Lauréat    |
| 2004  | Annie Awards           | Production d'une série d'animation                          | Mes parrains sont magiques | Lauréat    |
| 2004  | BMI Film and TV Awards | BMI Cable Awards                                            | Butch Hartman, Ron Jones, et Guy Moon | Lauréat    |
| 2004  | Golden Reel Awards     | Édition sonore d'une série d'animation                      | Robert Poole II, Mary Erstad, et Matt Corey (pour l'épisode The Crimson Chin Meets Mighty Mom and Dyno Dad)                                                                             | Nomination |
| 2004  | Kids' Choice Awards    | Cartoon préféré                                             | Mes parrains sont magiques | Nomination |
| 2004  | Primetime Emmy Awards  | Paroles et musique                                          | Guy Moon, Butch Hartman, et Steve Marmel (pour la chanson Wish Come True! de l'épisode Abra-Catastrophe)                                                                                | Nomination |
| 2004  | TCA Awards             | Programme pour enfants                                      | Mes parrains sont magiques | Nomination |
| 2005  | Annie Awards           | Design de personnages d'une série d'animation               | Benjamin Balistreri (pour Crash Nebula) | Nomination |
| 2005  | Annie Awards           | Scénario d'une série d'animation                            | Butch Hartman et Steve Marmel | Nomination |
| 2005  | Kids' Choice Awards    | Cartoon préféré                                             | Mes parrains sont magiques | Nomination |
| 2005  | Primetime Emmy Awards  | Série d'animation                                           | Gordon Hammond | Lauréat    |
| 2006  | Annie Awards           | Design de personnages d'une série d'animation               | Ernie Gilbert | Lauréat    |
| 2006  | Annie Awards           | Réalisation d'une série d'animation                         | Gary Conrad (arz) | Nomination |
| 2006  | Kids' Choice Awards    | Cartoon préféré                                             | Mes parrains sont magiques | Nomination |
| 2006  | Golden Reel Awards     | Édition sonore d'une série d'animation                      | Robert Poole II, Mary Erstad, Robbi Smith, Guy Moon, et Craig Ng | Nomination |
| 2007  | Annie Awards           | Best Animated Television Production                         | Mes parrains sont magiques | Nomination |
| 2007  | Kids' Choice Awards    | Cartoon préféré                                             | Mes parrains sont magiques | Nomination |
| 2009  | Annie Awards           | Storyboard d'une série d'animation ou d'un court-létrage    | Butch Hartman | Nomination |
| 2009  | Kids' Choice Awards    | Cartoon préféré                                             | Mes parrains sont magiques | Nomination |
| 2010  | Annie Awards           | Musique d'une série d'animation                             | Guy Moon | Lauréat    |
| 2010  | Annie Awards           | Storyboard d'une production télévisée                       | Brandon Kruse | Nomination |
| 2010  | Daytime Emmy Awards    | Mixage sonore - Live Action and Animation                   | Michael Beiriger et Ray Leonard | Lauréat    |
| 2010  | Daytime Emmy Awards    | Réalisation idividuelle d'une série d'animation             | Dave Thomas | Lauréat    |
| 2010  | Daytime Emmy Awards    | Scénario d'une série d'animation                            | William Schifrin, Kevin Sullivan, Ed Valentine, Butch Hartman, Joanna Lewis, Charlotte Fullerton, Amy Keating Rogers, Gary Conrad, Thomas Krajewski, Scott Fellows, et Ray De Laurentis | Nomination |
| 2010  | Golden Reel Awards     | Édition sonore d'une série d'animation                      | Heather Olsen, Roy Braverman, Robbi Smith, J. Lampinen, et Mishelle Fordham | Nomination |
| 2011  | Annie Awards           | Storyboard d'une série d'animation                          | Dave Thomas | Nomination |
| 2012  | Annie Awards           | Performance vocale dans une série d'animation               | Carlos Alazraqui (dans le rôle de Denzel Crocker) | Nomination |
| 2012  | Annie Awards           | Performance vocale dans une série d'animation               | Daran Norris (dans le rôle de Cosmo) | Nomination |
| 2012  | Annie Awards           | Performance vocale dans une série d'animation               | Tara Strong (dans le rôle de Timmy Turner) | Nomination |
| 2012  | Annie Awards           | Scénario d'une série d'animation                            | Ray De Laurentis, William Schifrin, et Kevin Sullivan | Nomination |
| 2013  | Annie Awards           | Meilleure production pour enfants                           | épisode Farm Pit | Nomination |
| 2013  | Kids' Choice Awards    | Cartoon préféré                                             | Mes parrains sont magiques | Nomination |
| 2013  | Neox Fan Awards        | Best Neox Kidz                                              | Mes parrains sont magiques | Nomination |
| 2014  | Golden Reel Awards     | Édition sonore d'une série d'animation                      | Heather Olsen, Roy Braverman, Robbi Smith et J. Lampinen | Lauréat    |
| 2014  | Annie Awards           | Performance vocale dans une série d'animation               | Eric Bauza | Nomination |

## Série dérivée

### Série annulée
En 2004, Butch Hartman révèle son intention de créer une série dérivée de Crash Nebula. L'épisode pilote Crash Nebula est diffusé dans le cadre de la cinquième saison de la série Mes parrains sont magiques. Le pilote se concentre sur un jeune garçon nommé Sprig Speevak (interprété par James Arnold Taylor), qui rencontre divers types d'extraterrestres étranges alors qu'il fréquente une école dans l'espace, se faisant quelques amis et ennemis. Nickelodeon décide de ne pas reprendre la série.

### Série en prise de vues réelles
Le 24 février 2021, une série en prise de vues réelles associée à de l'animation est annoncée en développement pour une diffusion sur Paramount+,. La série Mes parrains sont magiques : encore + magiques est diffusée à partir du 31 mars 2022 au sein de la plateforme. Elle est diffusée en France à partir du 5 septembre 2022. En février 2023, la série est retirée de Paramount+.

### Suite directe
Une troisième série, Mes parrains sont magiques : Un nouveau souhait, est animée en images de synthèse. Elle est diffusée aux États-Unis depuis le 20 mai 2024 sur Nickelodeon, et à l'étranger depuis le 14 novembre 2024 sur Netflix. Dans cette série, Cosmo et Wanda deviennent les parrains de Hazel Wells, une fille de dix ans qui vient d'emménager en ville après que son père ait trouvé un nouvel emploi.